# 厍狄盛
厍狄盛（？—？），复姓厍狄氏，字安盛，怀朔镇（今内蒙古自治区包头市固阳县西南）人，北魏、东魏、北齐官员。

## 生平
厍狄盛性情宽和柔顺，少年时有军事才能。最初是高欢的亲信都督，出任伏波将军，经常随高欢征讨，以军功封行唐县伯，屡次加安北将军，幽州刺史，又加中军将军，出任豫州镇城都督。天平二年（535年），李延孙在宜阳起兵反对高欢，高欢派遣慕容绍宗出任西南道军司，率领厍狄盛等人讨伐击败李延孙。厍狄盛因为是功勋旧臣进爵为长广县公，高澄减掉自己食邑二百户以增加厍狄盛的食邑。厍狄干后又出任征西大将军、开府仪同三司、朔州刺史。北齐接受禅让后，厍狄盛改封华阳县公，又出任北朔州刺史，因为华阳封邑在远方，依例割并州的石艾县、肆州的平寇县、原平的马邑县各数十户，合二百户为厍狄盛的食邑。没多久，依例革除，厍狄盛出任特进，去世。朝廷赠予使持节、都督朔瀛赵幽安五州诸军事、太尉公、朔州刺史  。

## 延伸阅读
[在维基数据编辑]
 《北齊書/卷19》，出自李百药《北齊書》
 《北史·卷053》，出自李延壽《北史》